# Spit Out the Bone
«Spit Out the Bone» es una canción del grupo musical estadounidense Metallica, es la duodécima y última canción del décimo álbum de estudio Hardwired... to Self-Destruct.
Fue compuesta por James Hetfield y Lars Ulrich. Es una de las pocas canciones del álbum que representan al thrash metal, ya que cuenta con riffs de guitarra rápidos, percusión rápida en la batería, velocidad y agresividad e incluye letras de protesta contra las futuras máquinas que "dominarán el mundo". Es una de las canciones más largas del álbum junto con «Halo on Fire», «Here Comes Revenge» y «Lords of Summer».

## Créditos
- James Hetfield: Guitarra rítmica y voz principal.
- Lars Ulrich: Batería y percusión.
- Kirk Hammet: Guitarra líder.
- Robert Trujillo: Bajo.